# 鼓钟
鼓钟在藏传佛教中是一种称赞法器，寺院为报时，集合大众时而敲击的法器。其形制有梵钟及半钟二种。梵钟又称大钟、约钟、撞钟、洪钟、鲸钟、蒲牢、华鲸、华钟、巨钟。多属青铜制，少数为铁制，一般高约一五Ｏ公分、直径约六十公分，形式是上端成雕成龙头的钩手，下端有相对的二个莲华形撞座，称为八叶，撞座以下称草间，下缘称驹爪；以上则分池间、乳间二部分，且乳间有小突起物并列环绕，又连结撞座呈直角交叉的条带称为袈裟举，又名六道，另外，钩手傍有呈圆筒状的筒插通内部。此类钟多悬于钟楼，作为召集大众时或早晚报时之用。 